# El Sol de México
El Sol de México, periódico de tradición y firma insignia de Organización Editorial Mexicana, la empresa editorial más grande de América Latina, nació el 25 de octubre de 1965 en la Ciudad de México. Antes de que la pandemia pegara en todo el mundo se renovó para satisfacción de sus lectores. Su lema es fácil de leer y fácil de llevar.
Cuando cumplió 52 años, el periódico vivió un profundo cambio de imagen y de concepción con la ambición de rejuvenecer a sus lectores y ser, además, un "gran hub" para el resto de diarios que conforman la Organización Editorial Mexicana (OEM).
De acuerdo con Efe, cuando Martha Ramos asumió el cargo de directora general editorial de la OEM en 2016, se vio sorprendida por un altar en la redacción del Sol de México, dedicado a un recién fallecido periodista de espectáculos.
En medio de una redacción oscura, al lado de la computadora había unas flores y una veladora. 
"Fue como entrar en el túnel del tiempo", recuerda en entrevista con Efe".
"La idea es que El Sol de México se convierta en el gran 'hub' (centro de operaciones) del resto de red de periódicos, alimentando al menos el 25 por ciento de la información".
Una de las transformaciones más visibles fue el cambio de formato en papel, que pasó de estándar a tabloide, y es ahora mucho más visual y atractivo, combinando fotos e infografías con textos cortos y largos, incluso periodismo de investigación.
El 25 de octubre de 1965, hace 55 años, a las 5 de la mañana el periódico El Sol de México tuvo su primera publicación en su edición matutina. Con la consigna de “llevar la luz de la verdad” este periódico, el “primer gran diario impreso en offset a colores en nuestro país” y América Latina empezó a circular por las calles de la ciudad. 
Ya desde el 7 de junio su edición de mediodía circulaba, pero no con la tecnología que ofrecería cuatro meses después. Bajo la dirigencia general de José García Valseca el periódico empezó a funcionar en la época en la que México conservaba su marginalidad posrevolucionaria, en la que “los reporteros viajaban y transmitían vía telex” y en la que el oficialismo estaba ligado al priismo. 
En la primera edición de su sección editorial se leía: “Por genuinamente mexicano entiende El Sol de México lo que definió el presidente Díaz Ordaz: ‘Es lo que lleva el calor de México, lo que sobrepone a todo otro interés, el interés supremo de México, lo que mueve al hombre, a la mujer y al niño a amar apasionadamente a México’”. 
Los años pasaron y en 1976 El Sol de México inició un rumbo distinto cuando don Mario Vázquez Raña, fundador de Organización Editorial Mexicana (OEM), adquirió el periódico. De su puño y letra, el 25 de octubre de 1980, el mismo Vázquez Raña escribiría que “un periódico no pretende erigirse en juez, sino en tribuna y vocero de las inquietudes populares”, palabras que determinarían nuestras páginas hasta el día de hoy. 
Hoy, a 55 años de su nacimiento, este periódico ha tenido 19 mil 844 números. Ha visto pasar entre sus páginas a cientos editores, diseñadores, fotógrafos, publicistas, reporteros, trabajadores de la imprenta, expendedores, voceadores y diversos líderes de opinión. Ha recibido premios nacionales de periodismo y tenido directores que van desde el fundador Miguel Ordorica hasta el hoy director Hiroshi Takahashi. Ha visto pasar, en síntesis, 10 sexenios. 
El Sol de México ha sido testigo de momentos como los registrados del 2 de octubre de 1968 (Manos extrañas se empeñan en desprestigiar a México, el objetivo: Frustrar los XIX juegos; Responden con violencia al cordial llamado del Estado, 3 de octubre de 1968) y posteriormente El Halconazo (Sangriento zafarrancho provocaron agitadores, 11 de junio de 1971); la defensa del peso como un perro por parte de José López Portillo, los trágicos terremotos de 1985 (Paralizada y semidestruida la ciudad, 20 de septiembre de 1985) y 2017 (32 años el mismo día. Fracturados, 20 de septiembre de 2017); del asesinato de Luis Donaldo Colosio (Colosio asesinado, 24 de marzo de 1994) que conllevó al derrumbe de PRI, de las llamadas muertas de Juárez y los actuales feminicidios (“Vivas nos queremos”, fue el canto que se elevó, 9 de marzo de 2020) de la transición democrática del 2000 y la guerra contra el narco del 2006 (Movilizan a 5 mil agentes contra el narco en Michoacán, 12 de diciembre de 2006); del resurgimiento del PRI (Peña Nieto a los Pinos, 2 de julio de 2012); de Tlatlaya (Enfrentamiento en Edomex deja 22 criminales muertos, 1 de julio de 2014) y Ayotzinapa (Balaceras dejan 6 muertos y 17 heridos en Iguala, Guerrero, 28 de septiembre de 2014), y de la llegada de la izquierda al poder de Andrés Manuel López Obrador (Voto 2018. Llama a la reconciliación, 2 de julio de 2018). 
También fue testigo en el ámbito internacional de la guerra de Vietnam, la llegada del hombre a la Luna (¡Aquí, los hombres del Planeta Tierra…!, 21 de julio de 1969) la reanudación de relaciones diplomáticas con la Santa Sede y la posterior visita de dos papas que se entrevistaron con cinco presidentes mexicanos, de la balcanización en los países de la Cortina de Hierro y de la caída del Muro de Berlín (Abre la RDA el Muro de Berlín, libre tránsito entre las dos Alemanias, 10 de noviembre de 1989).
A su vez, sabiendo que la “confrontación de opiniones enriquece el juicio del lector”, a través de sus páginas El Sol de México ha tenido opiniones de escritores de todas las ideas a lo largo de su historia en su sección editorial. Desde Bernardo Ponce y su mítica columna de más de dos décadas llamada “Perspectiva”, Guillermo Chao Ebergenyi con “De poder a poder”, Mauricio González de la Garza con “Mauricio dice”, hasta personajes como los escritores Juan José Arreola, Alejandro Jodorowsky, Renato Leduc, entre otros. También a caricaturistas como Alberto Isaac, Leonardo Badillo, David Carrillo, Eduardo Gómez y columnas editoriales como “Epigrama”, “La caja negra”, “Fax” y más recientemente “A la sombra”. 
Por otra parte, ya sea con el título de corresponsal, enviado o misión especial, ha tenido entre sus filas a reporteros del más alto prestigio como su fundador Miguel Ordorica, considerado por muchos como el “más grande periodista del siglo (XX)”; Benjamin Wong Castañeda, corresponsal que cubrió la guerra de Vietnam y más tarde fue director del periódico; Bertha Becerra; Miguel Reyes Razo, Raymundo Riva Palacio, y Manuel Buendía, uno de los periodistas más sobresalientes de mediados del siglo XX. 
El Sol de México tuvo al primer periodista y fotógrafo mexicano en la guerra de Vietnam y fue el único diario mexicano que cubrió la guerra de Jordania. Además, desde el inicio contó con la presencia de las más prestigiadas agencias de noticias del mundo occidental. Desde VPI y Deutsche Presse-Agentur (DPA),  hasta Agence France-Presse (AFP), Associated Press (AP) y Reuters.  
Después de tantos años de vida, El Sol de México se ha mantenido en pie hasta esta era de la red. Hoy en día es el cuarto más leído a nivel nacional  y es la firma insignia de la OEM, la empresa editorial más grande de América Latina. 
A 55 años de historia, El Sol de México refrenda las palabras de su actual presidenta y directora general, Paquita Ramos de Vázquez, que hace tan solo cinco años escribió: “El reto es grande, pero tenemos las ganas, los medios, la confianza y la voluntad para enfrentarlos y superarlos”. O las de su fundador Mario Vázquez Raña, quien en el aniversario 30 del diario escribió: “Porque estamos decididos a servir a México, a pensar en México y a trabajar por México”.

## Secciones
- República
- Finanzas
- Metrópoli
- Mundo
- Gossip
- Cultura
- ESTO

## Suplementos
- NORMAL, el futuro es lo que hacemos (lunes a viernes)
- Fin D (domingo)
- Aderezo